# なくな!ゆうれい
「なくな!ゆうれい」は、藤子・F・不二雄（発表時は藤子不二雄名義）の読み切り漫画作品。1975年（昭和50年）『小学五年生』8月号に掲載された。愛蔵版『SF全短篇』第3巻や、『藤子・F・不二雄 SF短編PERFECT版』第3巻などのSF短編集に収録。

## あらすじ
洋一の父親が、役にも立たなさそうなカエルの置物を買ってきた。その置物はなんと幽霊が取り憑いていたのだ。幽霊は土地を取られた恨みを晴らすため、土地を奪った子孫を探して200年もさまよい続けていたのだという。子孫を探す手がかりはたった一つ。子孫の家の庭には口を開けたカエルの置物があるという事だけ。しかしその置物が見つかった家は…。

## 登場人物
ゆうれい
カエルの置物にとりついた幽霊。洋一以外には見えない。人間として生きていた時代に悪い人間に土地を取られ、錯乱して庭を駆け回り、滑って転んで石のカエルに頭をぶつけて死んでしまった。子孫に対してその恨みを晴らすために200年間もさまよい続けていたが、死亡時に頭を打った衝撃で仇の手掛かりは「そいつの家にも口を開けた石のカエルがあった」事以外忘れてしまっている。しかし、大変心が優しく、人を脅かさないように昼間に出て来たり、お世話になるからと洋一の家を掃除していたりと変わった幽霊である。ゆうれいはカエルから300メートル以上離れることが出来ない。しかし、置物を自分で持ち歩くことはできる。ゆう子を気に入っており、一人称は「おら」。
洋一
小学生。ゆう子からは洋ちゃんと呼ばれている。ごん助達を嫌っており、ゆう子と対策を立てる。ゆうれいの姿が唯一見える少年。
ゆう子
小学生。ごん助達の言いなりになりたくないため、洋一と計画を練る。幽霊やネッシー、雪男、空飛ぶ円盤、超能力と言った類の話が大好きだが、ゆうれいの姿は見えなかった。
洋一の父親
カエルの置物を買ってきた張本人。使い道のなさに奥さんに叱られるが、洋一がおもしとして活用する。
三兄弟
小学生で、ごん助、二郎、三郎の三兄弟。ごん助は弟達に自分のことをゴッドファーザーと呼ばせており、洋一達にもそう呼ぶように強要している。自分の縄張りを勝手に決めて、そこから何かを持ち出そうものなら草一本でも税金（と言ってもガム二枚と梅仁丹程度ではあるが）を取ろうとする。またテープレコーダーを買うために300円ずつ徴収しようとするなど、みんなからは嫌われている。自分たちの目的を果たすために「コロシヤ」と言う片目の猛犬を手懐けている。
吾藤団右衛門
三兄弟の父親。市議会議員を務めており、親バカ。